# Characoma stictigrapta
Characoma stictigrapta är en fjärilsart som beskrevs av George Francis Hampson 1914. Characoma stictigrapta ingår i släktet Characoma och familjen trågspinnare. Inga underarter finns listade i Catalogue of Life.